# 拉普拉斯島
拉普拉斯島（英語：Laplace Island）是南極洲的島嶼，處於拉孔謝島西北面0.6公里和穆斯角以北1.4公里。該島在1951年由法國探險隊繪入地圖，以該國天文學家和數學家皮埃爾-西蒙·拉普拉斯命名，現時由南極條約體系管理。